# Phil Hoskins
Phil Hoskins (Toledo, 2 gennaio 1997) è un giocatore di football americano statunitense che milita nel ruolo di defensive tackle per i Dallas Cowboys della National Football League (NFL).

## Carriera

### Carolina Panthers
Hoskins al college giocò a football all'Università del Kentucky. Fu scelto dai Carolina Panthers nel corso del settimo giro (232º assoluto) del Draft NFL 2021. Nella sua stagione da rookie disputò 4 partite, nessuna delle quali come titolare, con 4 tackle e un sack.

### Kansas City Chiefs
Il 12 gennaio 2023 Hoskins firmò con la squadra di allenamento dei Kansas City Chiefs.

## Palmarès
- Super Bowl : 1

Kansas City Chiefs: LVII
- American Football Conference Championship: 1

Kansas City Chiefs: 2022